# 山崎泰明
山﨑 泰明（やまさき やすあき、1960年3月21日 - ）は、日本の実業家。いちよし証券取締役兼代表執行役社長。いちよしビジネスサービス会長。

## 略歴
- 昭和60年3月 法政大学経済学部卒業
- 昭和60年4月 三洋証券入社
- 平成9年10月 当社執行役アドバイザーサポート本部長当社執行役管理本部長(兼)リスク管理部長
- 平成16年9月 当社上席執行役業務管理本部長(兼)検査部長当社執行役財務・企画、システム担当
- 平成18年3月 明治大学大学院グローバル・ビジネス研究科グローバル・ビジネス専攻修了
- 平成18年8月 飯田證券取締役当社執行役常務
- 平成20年5月 当社アドバイザーサポート本部長大北証券㈱取締役
- 平成21年8月 当社アドバイザー本部担当当社取締役(兼)執行役常務
- 平成22年3月 アドバイザー本部管掌・アドバイザーサポート本部担当当社取締役(兼)代表執行役社長[1]
- 平成26年3月 立命館大学大学院テクノロジー・マネジメント研究科博士後期課程修了
- 平成28年3月 同退任[2]
- 平成28年4月 いちよしビジネスサービス会長[3]

## 参考
- 会社概要 | いちよし証券
- 日刊工業新聞 経営ひと言／いちよし証券・山崎泰明社長「ネット予定ない」
- 日刊工業新聞 新社長登場／いちよし証券・山崎泰明氏「差別化、揺るがぬ軸に」

| スタブアイコン | サブスタブ | この項目は、まだ閲覧者の調べものの参照としては役立たない、人物に関連した書きかけの項目です。この項目を加筆・訂正などしてくださる協力者を求めています（P:人物伝/PJ:人物伝）。 |